# Hirotaka Tameda
Hirotaka Tameda (為田 大貴 Tameda Hirotaka?), född 24 augusti 1993 i Nagasaki prefektur, är en japansk fotbollsspelare.
Tameda började sin karriär 2010 i Oita Trinita. Han spelade 133 ligamatcher för klubben. 2016 flyttade han till Avispa Fukuoka. Efter Avispa Fukuoka spelade han för JEF United Chiba. 